# 核仁组织区

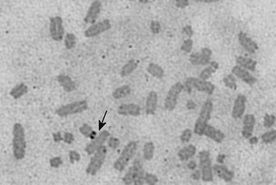
银染的哀鱗趾虎（Lepidodactylus lugubris）染色体组。箭头所指的两个黑色亮点为“随体”，由核仁组织区形成

核仁组织区（Nucleolus organizer region, NOR）是指真核生物DNA上能参与核仁形成的区域。研究表明，核仁组织区上的DNA序列主要由反复出现的rDNA基因簇组成。在核仁存在时，核仁组织区的DNA因为转录活动频繁，DNA压缩比低，会形成一串串如同“圣诞树”的结构。人的13、14、15、21和22号染色体上存在核仁组织区。
核仁组织区多数位于染色体次缢痕区（不是所有的核仁组织区都在次缢痕区，次缢痕区也不一定都是对应核仁组织区），一部分核仁组织区的DNA会形成染色体上的随体。
大肠杆菌的rDNA操纵子也会聚集在一起，形成类似于核仁的结构。